# Sorsele
Sorsele  (udtale) ? (sørsamisk: Suarsa, umesamisk: Suorssá) er et byområde og hovedby i Sorsele kommun i Västerbottens län i Sverige.
Gennem Sorsele løber Vindelälven, en af de nordsvenske elve som endnu ikke er udbygget til produktion af vandkraft.
20 kilometer fra byen ligger skianlægget Nalovardo, hvis længste skilift er på 1.740 m, en max. faldhøjde 314 m og 14 løjper ned.
Den store mængde frit løbende vand gør Sorsele populær blandt lystfiskere om sommeren, og om vinteren drives der isfiskeri på områdets mange søer.

## Historie
Navnet indeholder efterleddet sel, der betyder stille vand mellem faldene i en elv. Forleddet er en forsvenskning af det samiske Soursså som igen kan stamme fra det gammelsvenske Sörsele. En anden forklaring kan være at Sorsele stammer fra det samiske Suörke-suulë, som betyder Grenholmen (Vindelälven grener sig rundt om Sorseleholmen, hvor kirkepladsen ligger).
Sorsele er kyrkby i Sorsele socken og indgik efter kommunalreformen 1862 i Sorsele landskommun. I denne blev Sorsele municipalsamhälle oprettet til byen den 15. november 1935, men opløst med udgangen af 1955. Byen har siden 1971 indgået i Sorsele kommun som hovedby.

## Erhvervsliv

### Bankvæsen
Norrlandsbanken åbnede i 1916 en filial i Sorsele. Denne bank blev kort efter en del af Svenska Handelsbanken. Sorsele rummede også en filial af Länssparbanken Norrbotten, som senere blev opkøbt af Swedbank. Swedbank nedlagde filialen i Sorsele den 30. november 2018. I maj 2021 lukkede også Handelsbanken, hvorefter byen er helt uden bankfilialer.

## Forbindelser
Gennem Sorsele går Europavej E45 og länsväg 363, samt Inlandsbanan som fortsætter nordpå til Gällivare.